# Hesperantha exiliflora
Hesperantha exiliflora är en irisväxtart som beskrevs av Peter Goldblatt. Hesperantha exiliflora ingår i släktet Hesperantha och familjen irisväxter. Inga underarter finns listade i Catalogue of Life.